# Karting Mondercange

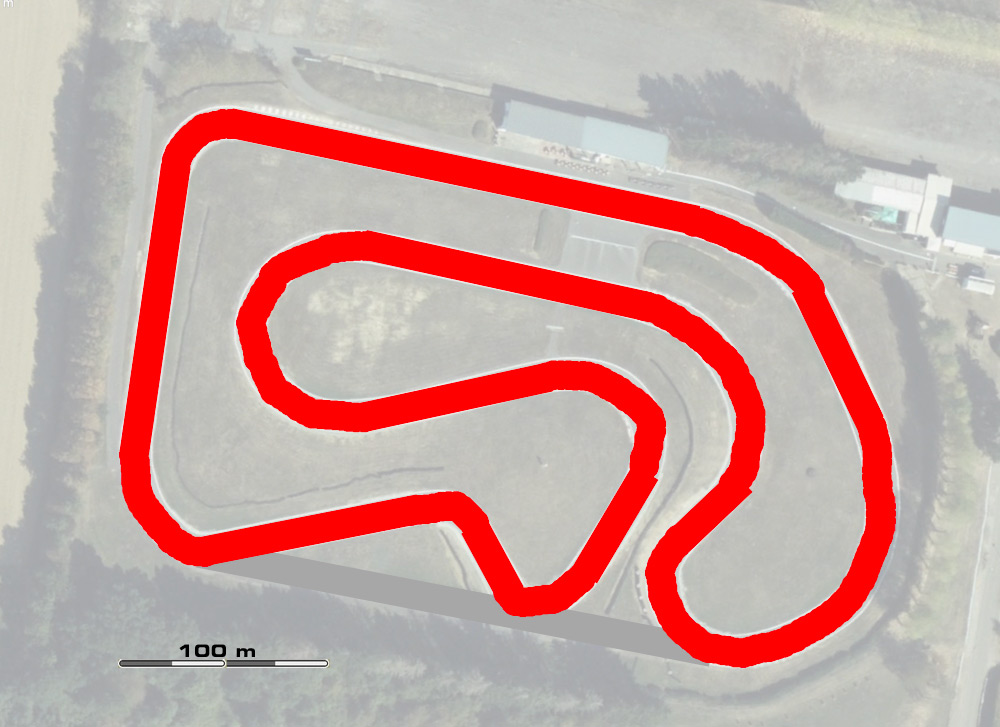
Kartbahn Monnerich – Streckenplan

Bei der Kartbahn Mondercange handelt es sich um eine Luxemburger Rennstrecke für den Kartsport. Es ist die einzige Kartbahn in Luxemburg. Sie liegt in Monnerich neben dem Trainingsgelände des luxemburgischen Fußballverbandes.

## Geschichte
Die Bahn wurde 1974 eröffnet, befindet sich mittlerweile im Besitz des Automobil Clubs Luxemburg und wird von der Eigentümer-Familie Milani betrieben.

## Veranstaltungen
Die 7 bis 8 m breite Bahn war bis 1992 Station der Formula K European Championship. Auch nationale Wettbewerbe wurden hier ausgetragen. Heute tritt selbst die Luxemburger Kartmeisterschaft nicht mehr auf der Anlage an.